# Serious Sam: The Random Encounter
Serious Sam: The Random Encounter é um RPG eletrônico em turnos da série Serious Sam. O jogo foi desenvolvido pela Vlambeer e publicado pela Devolver Digital para Microsoft Windows.